# Epania pudens
Epania pudens là một loài bọ cánh cứng trong họ Cerambycidae.